# Infinite Dendrogram
Infinite Dendrogram (インフィニット・デンドログラム, Infinitto Dendoroguramu) est une série de light novels japonais écrite par Sakon Kaidō et illustrée par Taiki. Elle commence sa sérialisation en ligne en 2015 sur le site web d'édition de romans générés par les utilisateurs Shōsetsuka ni narō. Elle est acquise par Hobby Japan, qui a publié le premier volume de light novels en novembre 2016. Sous leur empreinte HJ Bunko, 22 volumes ont été publiés en octobre 2024. Une adaptation manga illustrée par Kami Imai a été sérialisée via le site Web Comic Fire de Hobby Japan depuis décembre 2016. Elle est rassemblée en quatorze volumes tankōbon sous licence en Amérique du Nord par J-Novel Club. Une adaptation en série télévisée animée par NAZ est diffusée du 9 janvier au 16 avril 2020. En France, la série est publiée par la LaNovel Édition depuis 2020.

## Synopsis
En 2043, le MMORPG de réalité virtuelle Infinite Dendrogram est sorti, offrant la possibilité de simuler parfaitement les cinq sens des joueurs. Près de deux ans plus tard, Reiji Mukudori entre dans le monde d'Infinite Dendrogram et prend le nom de Ray Starling, et à son arrivée, il est rejoint par son frère plus expérimenté Shuu et son compagnon Embryo Nemesis. Alors que Ray explore le monde d'Infinite Dendrogram, il apprend à y faire sa vie et rencontre différents types d'amis et d'ennemis.

## Médias

### Light novels
Il est initialement publié par Sakon Kaidō en tant que roman web gratuit sur Shōsetsuka ni Narō en 2015, et Hobby Japan publie le premier volume imprimé avec des illustrations de Taiki en novembre 2016. Au 1er mars 2023, vingt-deux volumes ont été publiés. En France, dix volumes sont parus au 3 juillet 2023. Le light novel est sous licence du J-Novel Club.

### Mangas
La série de romans légers a été adaptée en une série de mangas par Kami Imai et publiée par Hobby Japan, avec quatorze volumes publiés au 1er mai 2025. Le manga est également autorisé par J-Novel Club.

### Anime
Une adaptation en série télévisée animée est annoncée le 25 janvier 2019. Tomoki Kobayashi dirige la série, avec NAZ produisant l'animation, Yūichirō Momose s'occupant de la composition de la série, Masahiko Nakata concevant les personnages et Kenji Hiramatsu composant la musique de la série. Il a été diffusé du 9 janvier au 16 avril 2020 sur AT-X, Tokyo MX, BS11 et SUN. Aoi Yūki interprète la chanson d'ouverture de la série Unbreakable, tandis qu'Aya Uchida interprète la chanson de fin de la série Reverb. Funimation avait autorisé la série pour une diffusion simultanée et un simuldub,. À la suite de l'acquisition de Crunchyroll par Sony, la série a été déplacée vers Crunchyroll. Il dure 13 épisodes.